# Fiscus judaicus

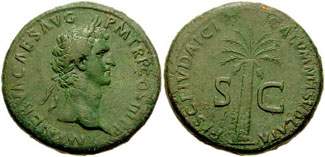
Una moneda emitida por Nerva que dice: fisci Judaici calumnia sublata, "abolición de la persecución maliciosa en relación con el impuesto judío"

El Fiscus Iudaicus (latín: "impuesto judío") o Fiscus Judaicus era una agencia de recaudación de impuestos instituida para recoger los impuestos aplicados a los judíos en el Imperio romano después de la destrucción de Jerusalén y su templo en el año 70 d. C. Los ingresos fueron dirigidos al Templo de Júpiter Optimus Maximus en Roma.